# Philips University
Die Philips University ist eine Privatuniversität in Nikosia in der Republik Zypern.
Vorläufer der heutigen Universität war das 1978 gegründete Philips College; 2018/19 erfolgte die Umfirmierung in die Philips University mit folgenden Fakultäten:
- Accounting and Finance
- Business Administration
- Computer Science
- Language Studies and Communications
- Nursing
- Social and Behavorial Sciences
- Law